# Dara Birnbaum
Dara Birnbaum (New York, 29 ottobre 1946 – 2 maggio 2025) è stata un'artista statunitense conosciuta per aver realizzato opere video e installazioni multimediali. All'interno dei suoi lavori pose spesso in atto procedimenti volti a decostruire criticamente l'egemonia delle immagini dei mass media e dei gesti, per affrontare le mitologie della cultura nella storia.
La sua pratica artistica ha precedenti storici nel fotomontaggio dadaista e dell'immaginario mediatico della pop art.
Definì un nuovo modello di appropriazione artistica critica, o decostruttivista, anticipatrice delle pratiche contemporanee di riuso dei materiali mediali, una strategia di come manipolare i media, successivamente divenuta una pratica di consumo culturale.
Lavorò sulle immagini video fino ai primi anni ottanta, definendo la loro appropriazione come un atto che prende possesso di un "altro immaginario" o di un'idea, spesso senza permesso. Successivamente si dedicò ad altri progetti. Il suo lavoro si relazionò con un gruppo d'artisti donne, emerse tra gli anni sessanta e gli anni settanta, che utilizzavano la critica femminista come strategia di lavoro, come ad esempio Cindy Sherman e Sherrie Levine.
Lavorò molto sia sulla ripetizione dell'immagine che sull'interruzione del flusso, con testi e musica. Fu anche nota per la sua appartenenza al movimento femminista. 

## Opere video

### Technology/Trasformation: Wonder Woman

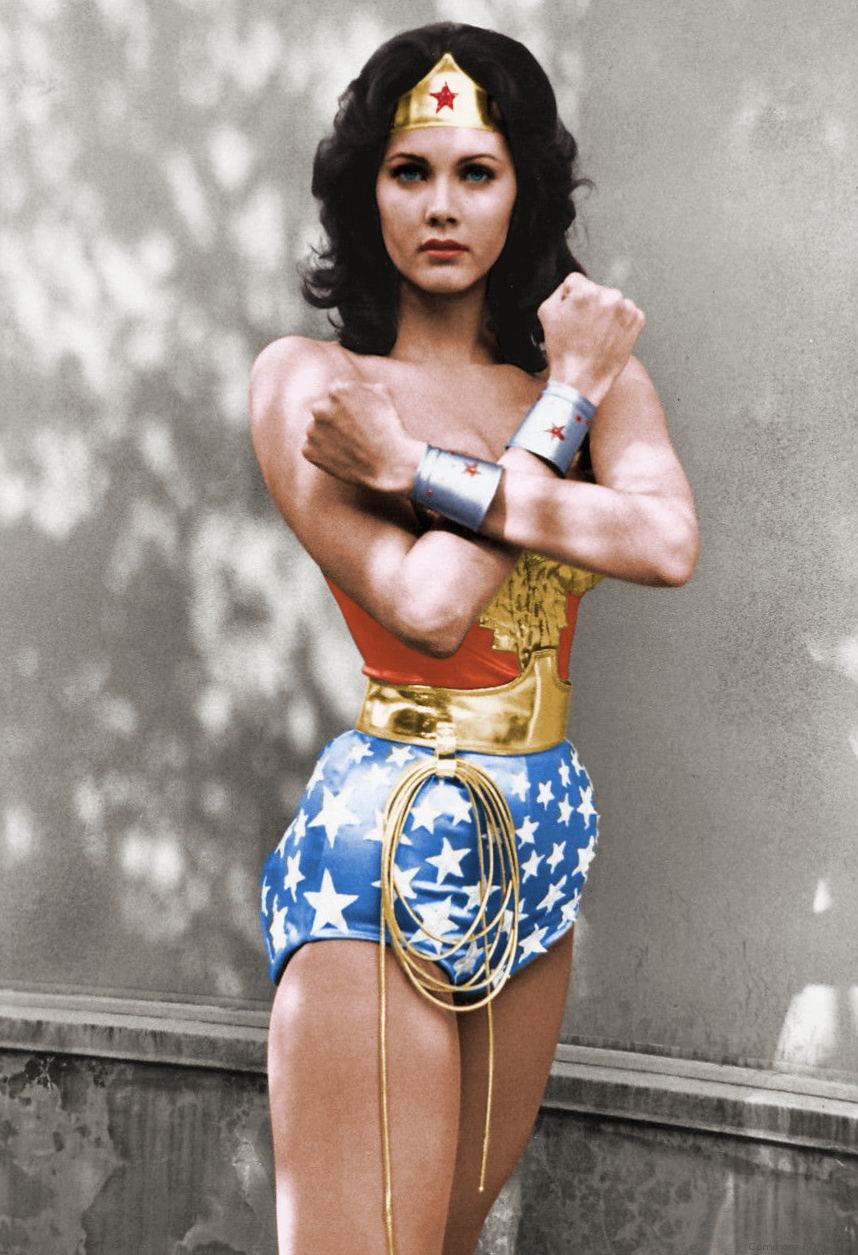
Lynda Carter Wonder Woman

Realizzata tra il 1978 e il 1979, è l'opera più importante della Birnbaum : si riutilizzano delle sequenze della nota serie televisiva Wonder Woman, le avventure d'azione di una giovane segretaria, che si trasforma in una supereroina per lottare contro il crimine.
È uno dei primi esempi di appropriazione delle immagini televisive tradizionali nella televisione americana dell'epoca, un progetto video dedicato all'analisi del ruolo della televisione nella costruzione della soggettività della società e specialmente delle donne.
Il video decostruisce l'eroina protagonista, Wonder Woman, tramite una serie di elaborazioni: isola, ripete, congela e rallenta i movimenti della trasformazione da "donna reale" a "supereroina" e viceversa. Questa operazione è stata studiata appositamente per sovvertire il suo significato nel contesto televisivo e il significato idiomatico dei codici televisivi strutturali. 
La Birnbaum usa questa chiave di lettura anche per analizzare la sintassi e i gesti, di quella che chiama "TV treatment". Il video in pochi minuti smaschera la tecnologia nel cuore della metamorfosi, facendo girare la protagonista come una ballerina di un carillon. Inoltre esplora i tentativi pionieristici dell'artista ad aprirsi alla capacità trasformativa del video come mezzo.
Birnbaum: ‘Non volevo tradurre l'immaginario popolare della televisione e del cinema in pittura e fotografia. Ho voluto utilizzare il video nel video, volevo usare la televisione nella televisione'.
Fino alla fine degli anni settanta, la Birnbaum contò sui suoi amici degli studi televisivi per sottrarre il materiale base che le serviva, le immagini TV, in quanto fino al 1980 non erano ancora disponibili VHS e registratori Betamax nel mercato di consumo.
Tra i contesti formativi dell'artista troviamo l'attivismo, genere "Guerrilla television" dei primi anni settanta, con il quale la Birnbaum trova riscontro nel suo desiderio di aprire, attraverso le sue opere una "comunicazione a due vie", di "ribattere ai media ". Infatti, l'artista ha visto la sua arte in esplicito accordo con il lavoro dei collettivi, come TVTV, Ant Farm, Videofreex and Raindance Corporation, che, tra la fine degli anno sessanta e l'inizio degli anni settanta avevano l'obbiettivo di usare videocamere e reti via cavo come strumenti radicali di comunicazione culturale e politica, per sfidare l'egemonia, e la strada a senso unico, della trasmissione televisiva ufficiale.

### Quattro video "destrutturanti"
Inizialmente aveva progettato la realizzazione di quattro video. Ognuno sarebbe basato su un programma televisivo di prima serata, incentrato su un individuo dotato di superpoteri: L'incredibile Hulk, The Six Million Dollar Man, La Donna Bionica, e Wonder Woman. La specifica intenzione della Birnbaum con il video, "Technology/Trasformation: Wonder Woman", era di mettere in discussione gli effetti dei show televisivi sulle loro audience, focalizzandosi in particolare sul ruolo di una protagonista femminile, dando così una prospettiva moderatamente femminista..
Nella sua analisi la Birnbaum cercò di scoprire i motivi occulti dell'audience, e dei motivi per cui le persone fossero attratte da tali paradossali personaggi. "Questo programma “fatto da uomini” non solo è consumato da un pubblico maschile, ma piuttosto da una larga percentuale di donne e bambini (…)’" ha osservato.
"L'intenzione del mio video, in termini di appropriazione del materiale televisivo, vuole mostrare la struttura nascosta che consente tale fruizione e del conseguente successo commerciale : "Questa struttura è rappresentata dal meccanismo psicologico degli effetti speciali, nei quali i bisogni psicologici sono espressi tramite la trasformazione fisica – in un lampo di luce accecante".
Nel suo video, lavorò affinché lo spettatore potesse avere il tempo di esaminare le immagini e discuterne : isolando, rallentando, “congelando” e ripetendo le sequenze/inquadrature della serie TV.
Inoltre se c'è ancora dubbio sulla funzione ideologica di Wonder Woman, la colonna sonora che l'artista ha incluso alla fine del video – ‘Shake thy wonder maker / Make sweet music to you baby / Shake thy wonder maker / Ou-u-uu-uuu-ah-h’ - fornisce il coup de grâce, un pezzo finale che identifica la natura sessuale del personaggio mercificato.

### Il supereroe quale oggetto di ambivalente identificazione
Il lavoro della Dara Birnbaum mette in discussione lo spettacolo televisivo accrescendo gli elementi del piacere visuale. Affronta quindi la questione di tale caratteristica stimolata dai suoi video, e in un'intervista dice: 'Lo spettatore trae piacere dall'assorbimento di queste informazioni e partecipa alla loro decostruzione'.
Nel video di "Technology Transformation" è presente una forte ambivalenza di desiderio identificatorio da parte delle donne ma anche di aggressione repulsiva. Su Wonder Woman, infatti, si manifesta un'ambivalenza che evidenzia tanto un'attrazione verso questa figura, che un suo annientamento implicito, suggerendo sia un desiderio identificarsi, così come un atto di aggressione contro la stessa, in particolare nella scena dello specchio dove la protagonista sembra "tagliarsi la testa".
Il video si presta inoltre ad analisi attraverso intuizioni della psicoanalisi, e in particolare di Jacques Lacan. "Birnbaum focalizza l'ambivalenza della nostra relazione con i media: siamo simultaneamente sedotti e condizionati dai media, affascinati e allo stesso tempo critici del nostro farci affascinare".
L'artistista attraverso la "disarticolazione" e la "riarticolazione" dell'immaginario visuale della donna, in questo caso usando una sorta di detournament o dirottamento mediatico, prendendo come oggetto Wonder Woman, reinventa nuove possibilità di vivere quest'immaginario a partire dall'originale, sconvolgendo il suo significato e il suo uso originale, per produrre un effetto critico al limite della ridicolarizzazione.

### Arabesque, Special Limited Edition 2021
Nel 2021 Dara Birnbaum è la prima artista che partecipa al progetto D’ORO D’ART, per la creazione di libri che contengono arte digitale. Per questo progetto la Birnbaum trasforma il  suo video a quattro canali, Arabesque (2011), in un video a canale singolo e di formato verticale. Nel video il suono e l’immagine ripercorrono la relazione amorosa e artistica di Robert e Clara Schumann. La Birnbaum ha selezionato parti di filmati di esecuzioni/performance dell’Arabesque Opus 18 di Robert Schumann e filmati della Romanze 1, Opus 11 di Clara Schumann. Ha poi giustapposto queste clip con immagini fisse del film del 1947 sugli Schumann, Song of Love, in cui è presente solo l’Arabesque Opus 18 di Robert Schumann. L’Arabesque di Birnbaum riflette delicatamente sulla travagliata relazione d’amore di Robert e Clara Schumann, una relazione d’amore strettamente legata alla musica, essendo entrambi pianisti. 
Il video Arabesque, Special Limited Edition 2021 si attiva aprendo il libro nel quale è contenuto. I curatori del progetto sono Barbara London e Valentino Catricalà. Il libro è realizzato dalla casa editrice D’ORO Collection con sede in Roma. Arabesque, Special Limited Edition 2021 è stato post prodotto da Michael Saia. L’opera dura 6 min. e 29 secondi.

### Destrutturazione dei contesti
In realtà "Technology/Transformation" è un lavoro caratterizzato da un'allegoria dell'illeggibilità, di fatto può essere letto in modi differenti, è abbastanza ambiguo, potrebbe essere considerato alla pari di un video-spettacolo ove non esiste più la narrativa,  non facendo altro che evidenziare la trasformazione dell'eroina, concentrandosi quindi sugli spettacolari passaggi visivi ad esempio, semplice cultura del godimento. In effetti la Birnbaum afferma di voler trasmettere un piacere visivo suscitando nuove sensazioni e differenti percezioni soggettive.
Secondo Craig Owens, l'allegoria nel video si verifica nel momento in cui, utilizzando un certo significante al quale precedentemente gli si era attribuito un certo significato, adesso gli si attribuisce un altro significato. "Technology/Transformation: Wonder Woman" si relaziona con il progetto critico dell'allegoria.
Secondo il filosofo italiano Lazzarato, il video è un potenziale esperimento di creazione di altri mondi possibili. In effetti l'artista non esplicita alcuna ideologia politica, non vuole essere ad essa strumentale, ma semplicemente un lavoro che frantuma il contesto originale. Gli elementi di ripetizione, dislocazione e sintassi alterate fungono da catalizzatori per la creazione di altre prospettive, quasi un cambiamento di paradigma.
Secondo T.J. Demos, il video, oltre alla sua notevole intraprendenza decostruttiva e analitica, il suo successo nel mettere da parte gli stereotipi di genere, e la sua sfida alla comunicazione a senso unico dei mass media, è anche profondamente stimolante, piacevole, persino erotico. La sua intensa esperienza visiva e uditiva scatena una potenziale trasformazione dell'esistenza dello spettatore che emerge dall'interazione con la sensazione estetica espressa dal video: è un modo per appropriarsi in modo soggettivo delle informazioni che ci giungono dai media, ed essere sempre più consapevoli delle prospettive possibili con cui esse possono essere considerate, depistando il controllo della società per mezzo dei media e creare vere speranze di cambiamento.

## Postproduction
Il video, "Technology/Transformation" può essere considerato un precursore dell'arte della postproduzione. Quando Dara Birnbaum produce il video, esisteva una rigida ripartizione della televisione tra produzione e consumo, che garantiva ai suoi video un certo potere di trasgressione ma quando i prodotti e le procedure di postproduzione divennero una questione di consumo di massa, Birnbaum si allontanò dalla pratica dell'appropriazione ritenendo che tale intervento aveva ormai perso la sua natura radicale, in effetti i vecchi modelli di sovversione artistica vengono ormai sfruttati economicamente e giocano un ruolo centrale nella produttività.